# Lundqvist & Huddén AB
Lundqvist & Huddén AB, med det tidigare namnet Lundqvist & Huddéns Tegel- och Trävaruaktiebolag var ett tegelbruk och sågverk i Knivsta i Knivsta kommun, Uppsala län i Uppland, som bland annat tillverkade monteringsfärdiga hus. Företaget fick sitt namn efter Vilhelm Lundqvist och Gustav Huddén. Hustillverkningen vid Lundqvist & Huddén lades ned 1929.
Ett sågverk i Knivsta uppfördes år 1900 och ett tegelbruk uppfördes år 1906. I Tureberg och i Älvsjö inrättade man brädgårdar för att öka försäljningen. Tegeltillverkningen upphörde 1956. Fagerlidkoncernen, som var företaget bakom sågverket, gick efter många ägarbyten i konkurs. Det hade förekommit vissa motsättningar mellan företag och arbetare. Från sin barndom minns en sonson till Vilhelm Lundqvist att man hade talat om att syndikalister och LO-anställda vid sågen då och då strejkade. Bakom detta skulle ha varit byggarbetare. Att organisera sig fackligt hade också länge varit svårt för de anställda. Lundqvist & Huddéns Tegel- och Trävaruaktiebolag såldes i början av 1960-talet till Olsson & Rosenlund och senare till andra ägare. Eftersom man inte fick någon köpare till verksamheten auktionerades därför sågverket ut. Ny bostads- och affärsbebyggelse uppfördes under åren 2013-2015 på den tidigare sågverkstomten.

## Historik Knivsta Sågbolag Rosenlund & Co.
I början av 1900-talet bestod Knivsta av några bondgårdar, järnvägsstationen, en affär, ett mejeri, som senare blev ombyggt till brandstation samt av Lundqvist & Huddéns tegelbruk och sågverk.
År 1866 drogs Norra stambanan förbi Knivsta och 1876 anlades Knivsta station på marker tillhöriga Särsta gård. Den uppfördes i den då mycket populära schweizerstilen och ritades av Adolf W. Edelsvärd.
År 1899 hade företaget Knivsta Sågbolag Rosenlund & Co bildats genom ett samarbete mellan företagen Lundqvist & Huddén och Olsson & Rosenlund. Man uppförde år 1900 ett sågverk och 1906 även ett tegelbruk. För att öka försäljningen inrättade man brädgårdar i Tureberg och i Älvsjö. Tegeltillverkningen upphörde 1956. Efter många ägarbyten gick företaget bakom sågverket, Fagerlidkoncernen, i konkurs. Man fick ingen köpare till verksamheten och sågverket auktionerades därför ut. Under åren 2013-2015 uppfördes ny bostads- och affärsbebyggelse på den tidigare sågverkstomten.
Firman Olsson & Rosenlund hade grundats 1882 av kompanjonerna Johan Olsson (1858-1940), Gustaf Olsson (1862-?) och Axel Rosenlund (1843-1920). År 1888 ombildades firman till Handelsbolaget Olsson & Rosenlund och senare till ett familjeägt aktiebolag. År 1970 köptes företaget upp av det Handelsbanken närstående investmentbolaget Industrivärden. Det ingick tillsammans med bland annat Gullfiber och byggnadsföretaget John Mattson i en bygg- och fastighetssektor inom investmentföretaget, ett innehav som successivt avvecklades under 1980-talet. Företaget har numera upphört.

## Historik Lundqvist & Huddén och Knivsta Sågbolag

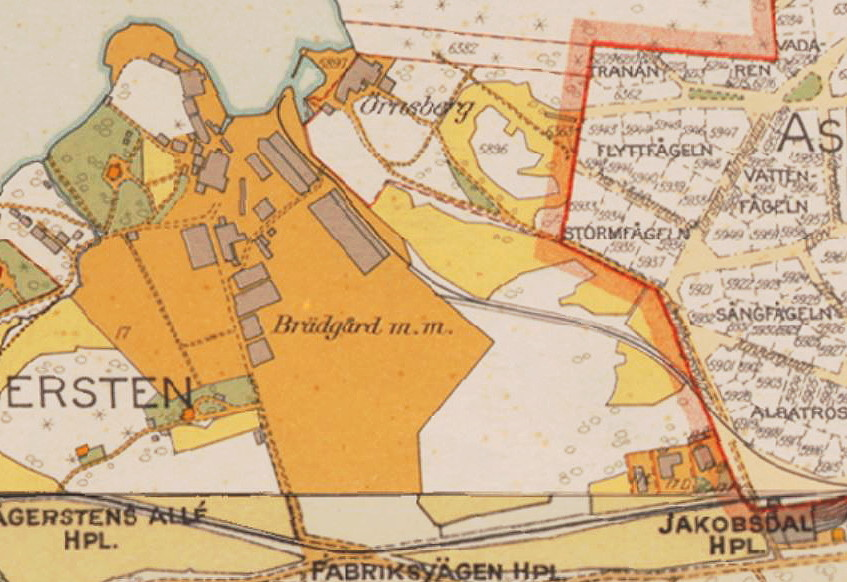
Hägerstenshamnen och Olsson & Rosenlunds på 1920-talet. Hägerstens industriområde (eller Örnsbergs arbetsområde som Stockholms stad kallar det) ligger idag öster om brädgården.

Knivsta Sågbolag Rosenlund & Co. bildades 1899. Bolaget var ett kompanjonskap mellan Lundqvist & Huddén och Olsson & Rosenlund. Ett sågverk med hyvleri uppfördes år 1900 på Gredelbytomten. Ett tegelbruk för tillverkning av murtegel och taktegel byggdes år 1906. Tegeltillverkningen utfördes under sommartid, medan sågning utfördes under vinterhalvåret.
Handelsbolaget Olsson & Rosenlund var delägare egendomen Åkeshov mellan åren 1902 och 1904. Köpet av Åkeshov var en del av den omfattande verksamhet som Johan Olsson och Axel Rosenlund, som båda kom från Västmanland, bedrev och som, till en början, främst handlade om skogsavverkningar, sågverk och tegelbruk. Runt om i stockholmstrakten inköptes i mitten på 1890-talet lantegendomar för planerade tomtstyckningar och husbyggen. Axel Rosenlund var född 1843 och var den äldsta av dem. I Heby träffade han bondsonen Johan Olsson, som var femton år yngre, född 1858. Axel Rosenlund började sitt företag genom att köpa en sågverksrörelse i sin hemsocken Huddunge i Heby kommun år 1872 och några år senare köpte han in sig i Heby kvarn och såg och det nystartade tegelbruket i Heby.
Den gemensamma firman Olsson & Rosenlund bildades år 1882. Efter några år ombildades firman till handelsbolag, med fler syskon inblandade. Bolagets verksamhet drog sig alltmer mot Stockholmstrakten. De köpte avverkningsrätt på 50 000 träd i Vendelsöskogen. I hyrda lokaler sågades träden till virke. Lokalerna var ett för detta pappersbruk i Tyresötrakten och sjön Flaten fungerade som timmermagasin. Trävarorna såldes huvudsakligen till Stockholm, där det byggdes mycket. Jungfrusunds sågverk på Ekerö inköptes 1888, men efter några år brann det helt oförsäkrade sågverket ner. År 1894 köpte ändå firman Hägerstens gård i Brännkyrka socken söder om Stockholm och med detta förvärv inleddes en ny epok, med uppförande av industrier. Företaget hade lagt grunden till en trävarudynasti i Heby i Västmanland. I Hägersten utnyttjades det fördelaktiga läget vid Mälaren med en naturlig hamn för timmersläpen. Vid Mälaren började de bygga upp ett nytt sågverk och hyvleri, några år senare också snickerifabrik. Olsson & Rosenlund grundade även tegelbruk med lera som togs i nuvarande Örnsbergs industriområde. Tillsammans med jordbruk och trävaruindustri var firman ensam arbetsgivare i området. Mälarhöjdens villor kom att byggas med trä och tegel från Olsson & Rosenlund. Från Mälaren kunde de med egna pråmar och skutor bekvämt leverera trävaror, inklusive färdigt byggnadsmaterial och tegel till Stockholm och dess omgivningar.

## Olsson & Rosenlund bildade år 1896 firman Lundqvist & Huddén
| Axel Rosenlund |  | Johan Olsson |
| Axel Rosenlund |  | Johan Olsson |

År 1894 köpte Olsson & Rosenlund Hägerstens gård med 250 ha mark och skog. Detta var året efter det att deras sågverk vid Jungfrusund på Ekerö brunnit ned. Hägerstens gård ligger vid Mälaren nära Stockholms innerstad, och där uppfördes efter hand en hel bruksmiljö kring ett sågverk, en brädgård, en snickerifabrik och ett tegelbruk. För inskeppning av flottat timmer och utskeppning med pråmar av tegel och trävaror anlades en hamn med båtvarv. Som mest sysselsattes 200 personer i industrin, därtill kom anställda vid gårdens utarrenderade jordbruk. De anställda bodde i hus som företaget byggde i anslutning till fabriksområdet.

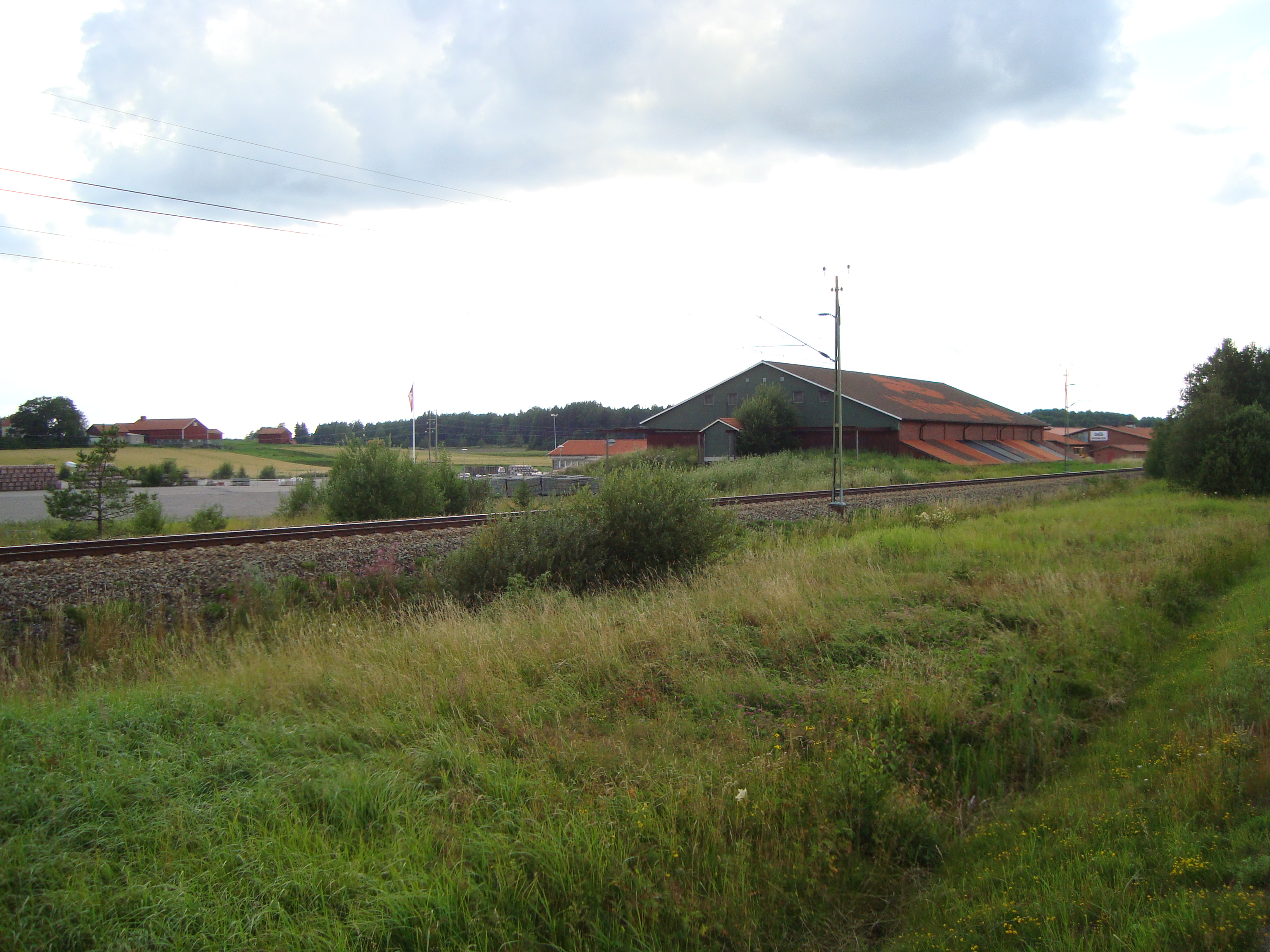
Vittinge tegelbruk i Vittinge.

Axel Rosenlund och Johan Olsson bildade firma Olsson & Rosenlund. Därpå bildade Olsson & Rosenlund år 1896 firman Lundqvist & Huddén med tegeltillverkning i Vittinge i Uppland. Vittinge tegelbruk startades i slutet av 1800-talet och var då ett bondeägt sommartegelbruk. Bruket var ett av traktens mindre. På 1950-talet klarade Vittinge av att tillverka omkring 4 miljoner tegel per år med 45-50 anställda, medan Olsson & Rosenlund i Heby framställde 2 1/2 - 3 miljoner tegel med 90 anställda. I slutet av 1970-talet och början av 1980-talet lades produktionen av taktegel ned i Heby, Oskarshamn, Högsby och Vebberöd. Vittinge blev det enda kvarvarande svenska tegelbruket för tillverkning av taktegel, vid sidan av Haga tegelbruk som tillverkar fasadtegel.
De fyra delägarna i den nybildade firman var Vilhelm Lundqvist, Axel Huddén, Gustaf Huddén och Johan Olsson. Vilhelm Lundqvist var systerson till Axel Huddén och Gustaf Huddén var kusin till Johan Olsson. Efter några år, år 1900, ombildade dessa fyra herrar firman till Knivsta Sågbolag. I slutet av följande år, 1901, köpte Olsson & Rosenlund hälften av egendomen Åkeshov. Kring sekelskiftet 1900 var Åkeshovs egendom till salu. Enligt Birgitta Conradson i boken om Nybyggare i Bromma påstås det att kompanjonerna Axel Rosenlund och Johan Olsson i firma Olsson & Rosenlund hade "hört ett rykte att man planerade att bygga småstugor med trädgårdar i dessa trakter. Rosenlund och Olsson övertalade sin gode vän och kollega vedhandlare Fredrik Petterson (1848-1940) att ge ett anbud på egendomen som de bedömde kunde bli en bra affär." År 1905 sålde Olsson & Rosenlund tillsammans med Fredrik Petterson Åkeshov till Stockholms stad, som då gjorde stora markförvärv i Bromma. Men det dröjde innan de kommunala trädgårdsstäderna växt ut över Åkeshovs marker. 
År 1904 införskaffade Stockholms stad Åkeshovs slott med underlydande lantegendomar för 400 000 kr. I samband med detta köp styckades marken upp och bebyggdes delvis med villor och senare flerfamiljshus.
Halva egendomen, där herrgården Åkeshov ligger förvärvades år 1902 av trävarufirman Olsson & Rosenlund, som 1894 också hade köpt Hägerstens gård. Stora delar av Hägerstens mark exploaterades och endast själva gårdsanläggningen och magasinet samt ett stycke park är enligt stadsplanen bevarade. När det gällde Åkeshov var det fastighetsägaren Fredrik Pettersson, vedhandlare och grosshandlare, som ägde den andra hälften av Åkeshov. "Fredrik Petterson var född 1848 i ett fattigt bondhem i Odensalatrakten. Han hade redan som liten pojke drömt om att bli så rik att han skulle kunna bygga ett fint hus till sin mor som var gift med en alkoholiserad slarver. Genom sin enorma flit och skötsamhet skulle han så småningom lyckas".

## Fusionen 1917
Lundqvist & Huddén och Knivsta Sågbolag fusionerades år 1917. Det nya bolaget fick namnet Lundqvist & Huddéns Tegel- och Trävaruaktiebolag (organisationsnummer 556014-3181). Brädgårdar öppnades i Tureberg och Älvsjö för att nå ut till kunder i det expanderande Stockholmsområdet. 1956 var det sista året med tegeltillverkning. 1964 bytte bolaget namn till Lundqvist & Huddén AB. Då var bolaget i Olsson & Rosenlunds ägo. 1971 såldes Olsson & Rosenlunds AB till Aktiebolaget Industrivärden. Industrivärden är ett investmentbolag med anknytning till Handelsbanken. Företaget grundades 1944 och har sitt huvudkontor på Storgatan 10 i Stockholm. Investmentbolaget byggde under 1960- och 1970-talen upp en fastighets- och byggsektor med bland annat byggföretaget John Mattson samt byggmaterialföretagen Gullfiber och Olsson & Rosenlund. På 1970- och 1980-talen hade den totala portföljen blivit bred med ett trettiotal innehav. 1982 var det dags för ägarbyte igen. Då bytte Lundqvist & Huddén AB namn till Fastighets AB Gredelby. Sågverket i Knivsta bröts ut och lades i ett "nytt" bolag som fick namnet AB Knivsta Sågverk (556007-1671). I bolaget ingick även skogsfastigheter i Västmanland. 1985 skiljdes sågverk och skog åt. Bolaget bytte namn till AB Starfors Skogar. Sågverket i Knivsta lades återigen i ett "nytt" bolag, som fick överta namnet AB Knivsta Sågverk (556035-8706). Knivsta Sågverk ingick nu i Lövsta-gruppen, Lövsta Gruppen AB, tillsammans med AB Österlövsta Industriemballage. I slutet av 1986 gick AB Knivsta Sågverk och Lövsta-gruppen Trä AB i konkurs. Lundqvist & Huddén AB, som etablerades 1917, och sålde byggnadsvaror, tegel och trävaror hade sina försäljningslokaler i Stockholm på Kungsgatan 42, Tel 08-15 02 50.
Konkursboet köptes upp av den börsnoterade Fagerlidkoncernen. 1987 placeras Knivsta Sågverk i ett ”nytt” bolag som får namnet Knivsta Trä AB (556048-1912). Fagerlidkoncernen expanderade och var under 1990-talet Europas sjätte största sågverksföretag. I Fagerlidkoncernen ingick även Fagerlid Såg AB, Fagerlid Gluelam AB, Vänern Timber AB, Forsviks Skogar AB, Götene Träindustri AB, Nyhammar Trä AB, Vänerply AB i Otterbäcken och Mälarply AB i Skinnskatteberg, samt de finska sågverken Aureskoski och Lapuan Saha. Fagerlid sågs som ett stabilt kort i slutet av 1990-talet, men lönsamheten var dock låg och 1999 gick hela Fagerlidkoncernen i konkurs. Konkursförvaltaren lyckades inte hitta någon köpare till Knivsta Sågverk och sågverket auktionerades ut bit för bit.

## Knivsta sågverk

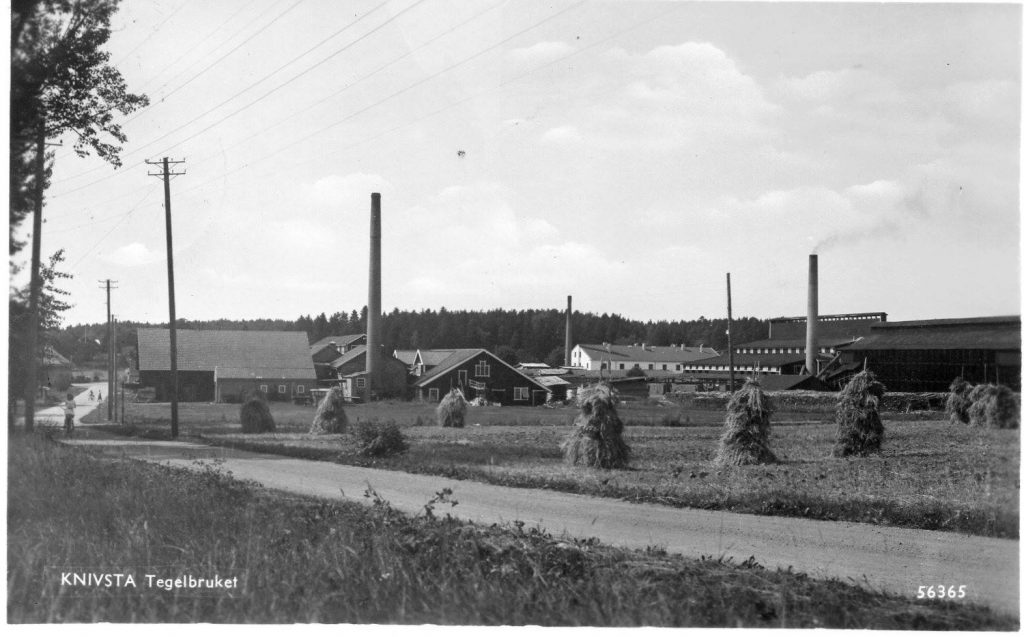
Tegelbruket i Knivsta, äldre vykort.

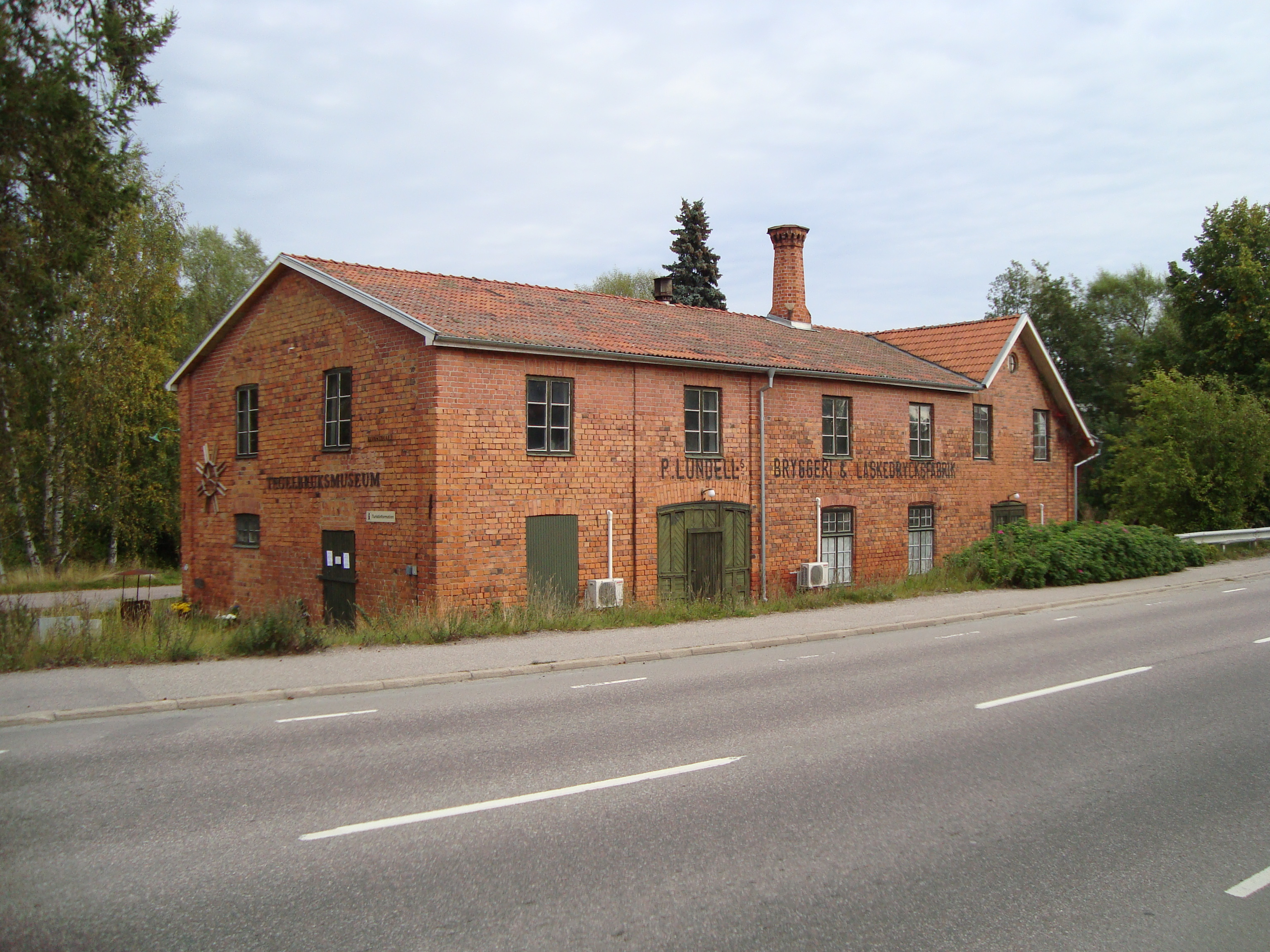
Gamla bryggeriet i Heby, numera tegelbruksmuseum, Heby tegelbruksmuseum.

Knivsta Sågbolag Rosenlund & Co bildades 1899. Bolaget var ett kompanjonskap mellan Lundqvist & Huddén och Olsson & Rosenlund. Firman Olsson & Rosenlund hade grundats 1882 av kompanjonerna Johan Olsson (1858-1940), Gustaf Olsson (1862-?) och Axel Rosenlund (1843-1920) och år 1888 ombildades firman till ’’Handelsbolaget Olsson & Rosenlund’’ och senare till ett familjeägt aktiebolag. Ett av de stora tegelbruken i området kring Vittinge i Vittinge socken i norra Uppland, var Lundqvist & Huddén. Firman Lundqvist & Huddén hade 1896 köpt upp ett litet tegelbruk och ångsågverk vid namn Ösby. Lundqvist var systerson till Axel Rosenlund som drev ett annat stort bruk i Heby i Heby kommuni Uppsala län. De tillverkade strängpressade takpannor och hade mycket stor produktion. I Heby kommun ligger Vittinge tegelbruk, som är ett tegelbruk i Vittinge i Heby kommun. Vittinge tegelbruk är idag den enda svenska tillverkaren av taktegelpannor. Taktegeltillverkningen i Vittinge lades ned 1966. 
Heby var tidigare ett centrum för tegelbruksindustrin i Sverige. I Heby finns Heby tegelbruksmuseum i det gamla bryggeriet i Heby. Numera är tegelbruket i grannsocknen Vittinge ett av de få kvarvarande i landet. Bryggeribyggnaden, som ligger på Brogatan 6 i Heby, är byggd av handslaget tegel från Juhlins tegelbruk i Heby, som lades ned år 1900. I tegelbruksmuseet kan man se pressar, redskap, verktyg, och foton som berättar om tegelbruk men också om arbetarna och deras tillvaro.
Vittinge tegelbruk startades i slutet av 1800-talet och var då ett bondeägt sommartegelbruk. Bruket var ett av traktens mindre. På 1930-talet köptes bruket av Karl Erik Wall, som gjorde om bruket för helårsdrift. Vittinge tegelbruk eldhärjades 1955. I samband med detta moderniserades och mekaniserades bruket, någon som kom att bli en stark konkurrensfördel när den ekonomiska krisen för tegelbruken satte in kort därpå. På 1950-talet klarade Vittinge av att tillverka omkring 4 miljoner tegel per år med 45-50 anställda, medan Olsson & Rosenlund i Heby framställde 2 1/2 - 3 miljoner tegel med 90 anställda. I slutet av 1970-talet och början av 1980-talet lades produktionen av taktegel ned i Heby, Oskarshamn, Högsby och Vebberöd. Vittinge blev det enda kvarvarande svenska tegelbruket för tillverkning av taktegel, vid sidan av Haga tegelbruk som tillverkar fasadtegel. Vittinge tegelbruk brann ner 1955 och i dess ställe byggdes ett modernt bruk upp; idag är det landets enda tillverkare av taktegel. Några år senare, när Norra tegelbruket i Heby samhälle förstördes av eld, byggdes det aldrig upp.
2006 antog Knivsta kommun en ny detaljplan för området där sågen låg, där marken skulle utnyttjas för centralt belägna bostäder och arbetsplatser. I det moderna Knivsta är en ”arbetsplats” ett kontor. Alla byggnader revs för att lämna plats åt nya byggnader för bostäder och affärer. Under åren 2013-2015 uppfördes ny bostads- och affärsbebyggelse på den tidigare sågverkstomten. Av den industrialisering som en gång var med och byggde samhället syns numera inte ett spår.

## 55 småstugor till Olovslund 1927

### Planering av småstugeområdena Olovslund och Pungpinan

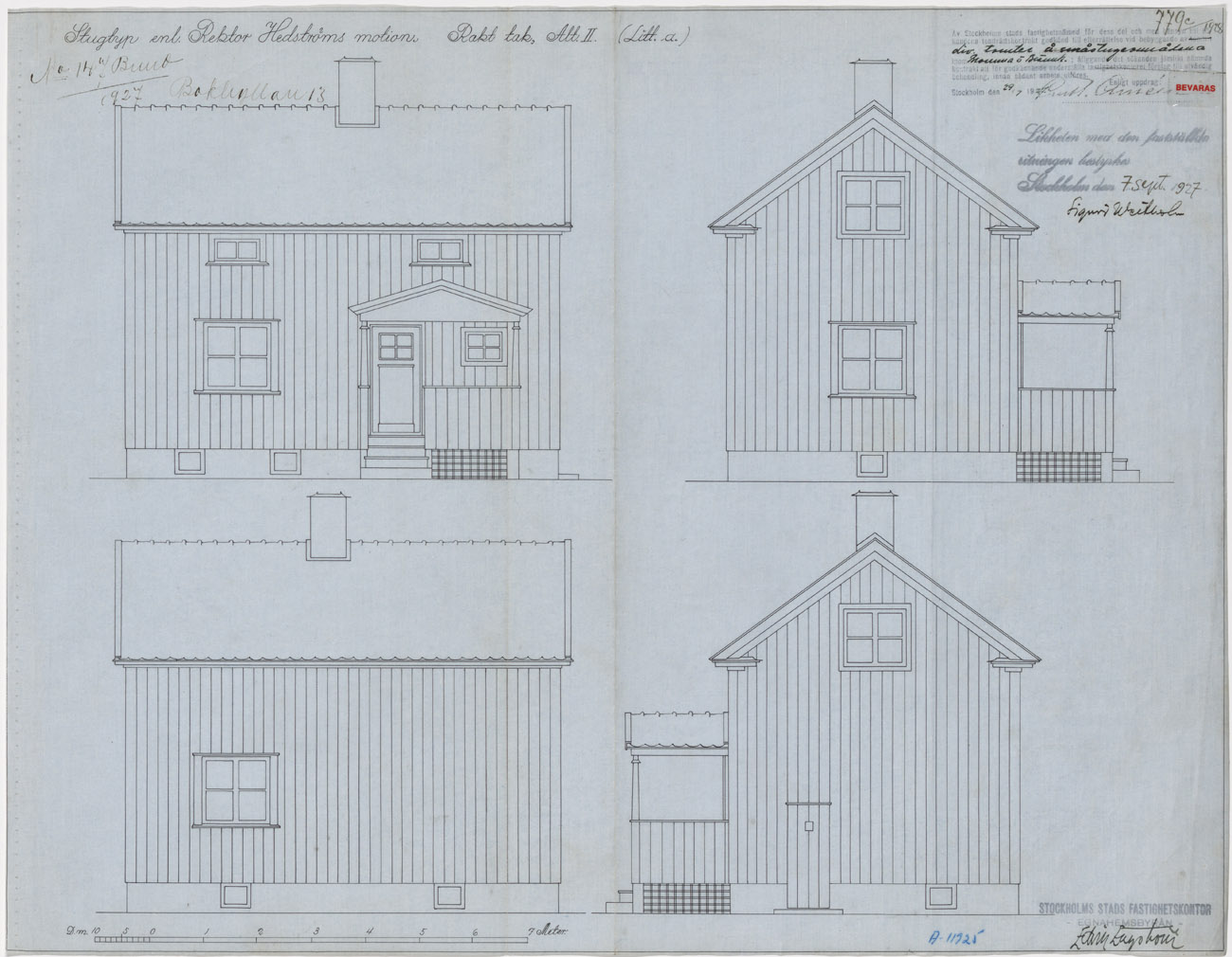
Ritning till stugtyp enligt rektor John Hedströms motion. "Rakt tak, Alt. II", "Knivstahusen" från Lundqvist & Huddén AB, 1927. Stugan skulle byggas på Stugvägen 10 i kvarteret Bokhyllan 13 i Olovslund.

Ritningen till stugtyp enligt rektor John Hedström (1876-1942) är daterad den 7 september 1927 och visar kvarteret "Bokhyllan 13" med adress Stugvägen 10 i Olovslund i Bromma, och den är undertecknad av arkitekt Sigurd Westholm (1871-1960) och i nedre högra hörnet även av Edvin Engström (1890-1971), arkitekt vid Stockholms stads fastighetskontor.
John Hedström, som var rektor vid Östermalms läroverk och aktiv inom politiken, väckte år 1924 en småstugemotion i stadsfullmäktige. I motiveringen till denna framhöll han, att de åtgärder som Stockholms stad vidtagit för att lindra bostadsnöden bland de mindre bemedlade inte kunde anses motsvara "ens lågt ställda anspråk på sundhet, utrymme och trevnad". Istället borde kommunen träda emellan och aktivt verka för åstadkommandet av billiga bostäder av egnahemstyp, särskilt avsedda för dem med små ekonomiska resurser. Det var ju också tanken från början med lantegendomsförvärven.
Redan 1920 hade en förening låtit bygga ett 30-tal egna hem i Enskede, och det hade slagit väl ut. Förslaget om småstugorna godkändes på stadsfullmäktiges sammanträde måndagen den 26 november 1926. Några veckor senare godkändes en stadsplan för Olovslund. Det man beslutade var att 200 hus skulle uppföras i Olovslund och Pungpinan under året 1927. Småstugans trämaterial levererades efter inkomna offerter av AB Träkol och Lundqvist & Huddéns Tegel- och Trävaruaktiebolag, som tillverkade de så kallade IBO-husen efter AB Industribostäders Patenterade System.
År 1927 stod 135 småstugor klara i Olovslund och 67 i Pungpinan (Skarpnäck). 1928 stod 200 stugor klara i Olovslund i Bromma och i Pungpinan i Enskede. År 1941 fanns det över 2 000 småstugor i Bromma, de flesta i Norra Ängby, samt i Åkeshov, Bällsta och Eneby. Då området mellan Västerled och Ålsten bebyggdes var det våldsamma protester från villaägarhåll. Fram till 1975 hade cirka 8 000 självbyggda småstugor byggts i Stockholm. Det finns också egnahemsområden i Nockebyhov, Norra Ängby, Södra Ängby, Tallkrogen, Svedmyra, Hökmossen, Eneby, Bällsta, Långbro, Långsjö, Mälarhöjden, Liseberg, Gubbängen, Fagersjö, Herrängen, Sköndal och Örby. Målet för initiativtagarna till trädgårdsstäderna blev nu verklighet, alla kategorier människor fick nu en möjlighet till egna hem.

### Knivstahusen och det standardiserade trämaterialet

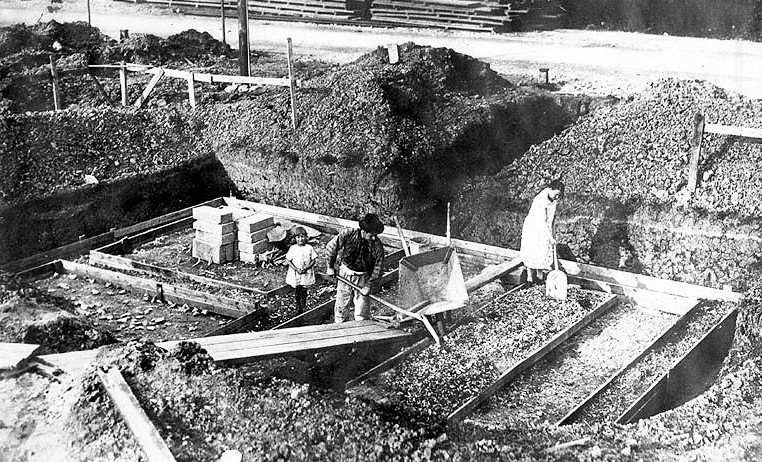
Olovslunds småstugeområde 1927, grundplatta till husbygge iordningställs.

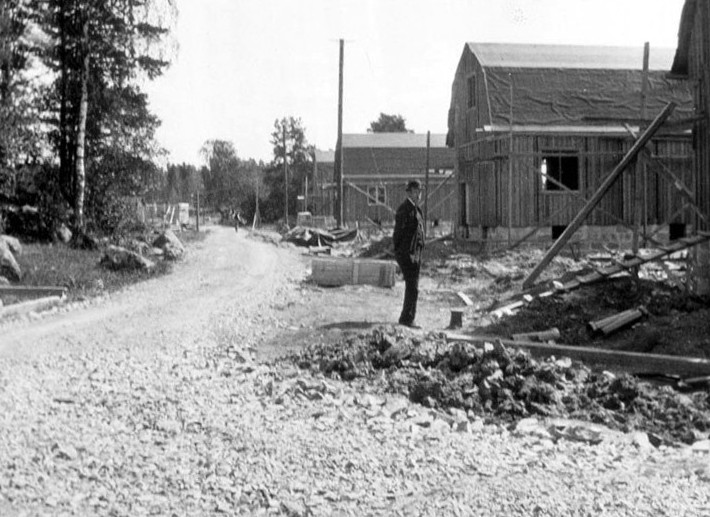
Olovslundsvägen från Kojgränd i blivande Olovslund småstugeområde 1927.

Det var i slutet av 1800-talet som Vilhelm Lundqvist och Gustaf Huddén hade startat ett tegelbruk i Vittinge utanför Knivsta i Uppland. De hade starkt stöd av sina släktingar Axel Rosenlund och Johan Olsson, som också blev delägare. När Stockholms stad planerade att bygga småstugeområdena i Olovslund i Bromma i Västerort och Skarpnäcks trädgårdsstad i området Pungpinan i Söderort blev aktuella lämnade Lundqvist & Huddéns Tegel- och Trävaruaktiebolag in offert. Lundqvist & Huddén erbjöd sig att leverera 55 småstugor, de så kallade Knivstahusen, till Olovslund.
Som lämpliga områden för det första småstugebygget i stadens regi föreslogs ett i Bromma vid Olovslund och ett i Brännkyrka vid Pungpinan. Beslut fattades av stadsfullmäktige i november 1926 om att iordningställa dessa områden med vägar, ledningar för vatten och avlopp med mera samt för uppförande av sammanlagt 202 småstugor. Byggverksamheten tog sin början våren 1927 i försöksområdena Olovslund i Västerort och Pungpinan i Söderort, där man uppförde 135 småstugor i Olovslund och 67 småstugor i Pungpinan. På hösten 1927 var praktiskt taget alla småstugor i de områdena färdigställda.
Som leverantörer av det standardiserade trämaterialet antogs efter prövning av inkomna offerter AB Träkol i Vansbro, som tillverkade de så kallade IBO-husen eller Vansbrohusen och Lundqvist & Huddéns Tegel- och Trävaruaktiebolag, som vid samma tid framgångsrikt marknadsförde de så kallade Knivstahusen.
De första hustyperna, som förekom i Olovslund och Pungpinan kallades Knivsta och Träkol och var i 1½-plan. Olovslund var tillsammans med Pungpinan på Söderort således den första av Stockholms trädgårdsstäder och småstugeområden som uppfördes genom självbyggeri med stadens hjälp. I Olovslund byggdes de 135 småstugorna, där två olika typhusritningar användes. Den ena typhusritningen var med sadeltak och den andra med brutet tak. Typhusritningen med sadeltak var från trävarufirman Lundqvist & Huddéns Tegel- och Trävaruaktiebolag i Knivsta och var de så kallade Knivstahusen. Typhusritningen med brutet tak var från AB Träkols Fabriker i Vansbro och var de så kallade Vansbrohusen. Fasaderna var av trä och alla hus hade en förstukvist. Båda trävarufirmorna, som levererade de monteringsfärdiga prefabricerade husen, tillverkade sina hus med det patentskyddade bostadssystemet IBO enligt AB Industribostäders Patenterade System. Båda hade träpanel och förstukvist. 1926 inleddes småstugebyggandet i kommunal regi. Den kommunala bostadspolitiken hade som syfte att ge arbetare och lägre tjänstemän möjlighet skaffa sig en egen bostad utan kontantinsats, men med eget arbete som insats. Staden upplät tomträttsmark och tillhandahöll lån upp till 90% av fastighetsvärdet, i form av byggmaterial och arbetsledning under förutsättning att huset byggdes med egen arbetsinsats, vilken värderades till 10%. Husen innehöll rum, kök och hall med trappa på bottenvåningen och två sovrum en trappa upp på vinden. I källaren fanns tvättstuga med badkar, wc, matkällare för förråd och pannrum. Tomterna var i genomsnitt 500 m² stora och med trädgården fick husägarna hjälp av stadens trädgårdskonsulent, när de skulle planeras. Den 21 maj 1927 restes den första stugan och den 7  mars 1928 hade alla familjer flyttat in.
År 1928 inleddes utbyggnaden av Nockebyhov följt av Enskede, Norra Ängby, Svedmyra och Tallkrogen. Under 1930-talet byggdes småstugor i Svedmyra, Hökmossen, Eneby och Bällsta. I Långbro, Långsjö, Mälarhöjden, Liseberg, Gubbängen, Fagersjö, Herrängen och Sköndal byggdes småstugor under senare delen av 1940-talet. Mellan 1927 och 1957 uppfördes omkring 8 100 småstugor i Stockholms ytterstad.